# Ravshan Irmatov
Ravshan Irmatov (en uzbek: Ravshan Ermatov, Taixkent, 9 d'agost del 1977) és un àrbitre de futbol uzbek. Irmatov és àrbitre internacional FIFA des de 2003.
Ha dirigit partits en grans esdeveniments com el Campionat del Món de Futbol sub-20. El febrer del 2010 va ser assignat per arbitrar al Mundial 2010. Va ser l'àrbitre principal en l'enfrontament entre Sud-àfrica i Mèxic de classificació del Grup A.
El març de 2013, la FIFA el va incloure en la llista de 52 àrbitres candidats per la Copa del Món de Futbol de 2014 al Brasil. El gener de 2014, la FIFA el va incloure a la llista definitiva d'àrbitres pel mundial.